# Ernest Glover
Ernest Glover (Reino Unido, 19 de febrero de 1891-13 de abril de 1954) fue un atleta británico, especialista en la prueba de campo través equipo en la que llegó a ser medallista de bronce olímpico en 1912.

## Carrera deportiva
En los JJ. OO. de Estocolmo 1912 ganó la medalla de bronce en el campo través equipo, consiguiendo 49 puntos, tras Suecia (oro con 10 puntos) y Finlandia (plata con 11 puntos), siendo sus compañeros de equipo Frederick Hibbins y Thomas Humphreys.